# 华东师范大学教师教育学院
教师教育学院，是华东师范大学教育学部下设的学院。

## 历史
2015年，华东师范大学为整合学校教师教育资源，整体规划教师教育工作，于10月12日在第四届两岸四地师范大学校长论坛上成立教师教育学院，被认为是教师教育改革的措施之一。华东师范大学表示，师资培养将统一纳入教师教育学院的研究生教学。